# Унітарний оператор
У функціональному аналізі унітарний оператор — це сюр’єктивний обмежений оператор на гільбертовому просторі, який зберігає внутрішній добуток. Унітарні оператори зазвичай вважаються як діючі на гільбертовому просторі, але таке ж поняття служить для визначення поняття ізоморфізму між гільбертовими просторами.
Унітарний елемент — це узагальнення унітарного оператора. Елемент {\displaystyle U} унітарної алгебри називається унітарним елементом, якщо виконується рівність {\displaystyle U^{*}U=UU^{*}=I}, де {\displaystyle I} — тотожний елемент.

## Означення
Означення 1. Унітарний оператор —  обмежений лінійний оператор {\displaystyle U\colon H\rightarrow H} на гільбертовому просторі {\displaystyle H}, який задовольняє рівність {\displaystyle U^{*}U=UU^{*}=I}, де {\displaystyle U^{*}} — спряжений оператор до оператора {\displaystyle U}, а {\displaystyle I\colon H\rightarrow H} — тотожний оператор.
Слабша умова {\displaystyle U^{*}U=I} визначає ізометрію. Інша умова, {\displaystyle UU^{*}=I}, визначає коізометрію. Таким чином, унітарний оператор — це обмежений лінійний оператор, який одночасно є ізометрією і коізометрією або, що еквівалентно, сюр’єктивною ізометрією.
Еквівалентне означення є наступним:
Означення 2. Унітарний оператор — це обмежений лінійний оператор {\displaystyle U\colon H\rightarrow H} на гільбертовому просторі {\displaystyle H}, для якого виконується наступні умови:
- Оператор {\displaystyle U} є сюр’єктивним.
- Оператор {\displaystyle U} зберігає внутрішній добуток[en] гільбертового простору {\displaystyle H}. Іншими словами, для всіх векторів {\displaystyle x} i {\displaystyle y} в просторі {\displaystyle H} маємо

{\displaystyle \langle Ux,Uy\rangle _{H}=\langle x,y\rangle _{H}.}
Поняття ізоморфізму в категорії гільбертових просторів фіксується, якщо в цьому означенні розрізняються область визначення й діапазону. Ізометрії зберігають послідовності Коші, а отже, зберігається властивість повноти гільбертових просторів.
Наступне, здавалося б слабкіше, означення також є еквівалентним:
Означення 3. Унітарний оператор — це обмежений лінійний оператор {\displaystyle U\colon H\rightarrow H} на гільбертовому просторі {\displaystyle H}, для якого виконується наступні умови:
- Діапазон оператора {\displaystyle U} є щільним у просторі {\displaystyle H}.
- Оператор {\displaystyle U} зберігає внутрішній добуток гільбертового простору {\displaystyle H}. Іншими словами, для всіх векторів {\displaystyle x} і {\displaystyle y} в просторі {\displaystyle H} маємо

{\displaystyle \langle Ux,Uy\rangle _{H}=\langle x,y\rangle _{H}.}
Щоб переконатися, що означення 1 і 3 є еквівалентними, звернемо увагу, що з умови збереження внутрішнього добутку оператора {\displaystyle U} випливає, що оператор {\displaystyle U} є ізометрією (отже, він є обмеженим лінійним оператором). 
Той факт, що оператор {\displaystyle U} має щільний діапазон, гарантує, що він має обмежений обернений оператор {\displaystyle U^{-1}}.
Очевидно, що {\displaystyle U^{-1}=U^{*}}.
Таким чином, унітарні оператори є лише  автоморфізмами гільбертових просторів, тобто вони зберігають структуру (у даному випадку лінійну структуру простору, внутрішній добуток, а отже, і топологію простору, на якому вони діють. Групу всіх унітарних операторів із даного гільбертового простору {\displaystyle H} у себе іноді називають групою Гільберта простору {\displaystyle H}, позначають як {\displaystyle \operatorname {Hilb} (H)} або {\displaystyle {\rm {U}}(H)}.

## Приклади
- Тотожне відображення є тривіальним унітарним оператором.
- Повороти в просторі {\displaystyle \mathbb {R} ^{2}} є найпростішим нетривіальним прикладом унітарних операторів. Повороти не змінюють довжину вектора або кут між двома векторами. Цей приклад можна розширити на випадок простору {\displaystyle \mathbb {R} ^{3}}.
- У векторному просторі комплексних чисел {\displaystyle \mathbb {C} } множення на число з модулем {\displaystyle 1}, тобто на число виду {\displaystyle {\rm {e}}^{{\rm {i}}\theta }} для {\displaystyle \theta \in \mathbb {R} }, є унітарним оператором. Число {\displaystyle \theta } називають фазою, а саме множення називають множенням на фазу. Зауважимо, що значення числа {\displaystyle \theta } за модулем {\displaystyle 2\pi } не впливає на результат множення, і тому незалежні унітарні оператори на {\displaystyle \mathbb {C} } параметризуються колом. Відповідна група, яка як множина є колом, називається {\displaystyle {\rm {U}}(1)}.
- У більш загальному випадку унітарні матриці є саме унітарними операторами на скінченновимірних гільбертових просторах, тому поняття унітарного оператора є узагальненням поняття унітарної матриці. Ортогональні матриці — це окремий випадок унітарних матриць, у яких усі елементи є дійсними. Вони є унітарними операторами на {\displaystyle \mathbb {R} ^{n}}.
- Двосторонній зсув на просторі послідовностей {\displaystyle \ell ^{2}}, що індексується цілими числами, є унітарним. У загальному випадку, будь-який оператор у гільбертовому просторі, який діє шляхом перестановки ортонормованого базису, є унітарним. У скінченномірному випадку такими операторами є матриці перестановок.
- Односторонній зсув (правий зсув) є ізометрією; її спряжена величина (лівий зсув) є коізометрією.
- Оператор Фур’є[en] є унітарним оператором, тобто оператором, який виконує перетворення Фур’є (при належній нормалізації). Це випливає з теореми Парсеваля.
- Унітарні оператори використовуються в унітарних представленнях[en].
- Квантові вентилі є унітарними операторами. Не всі вентилі є ермітовими.

## Лінійність
Вимога лінійності у означенні унітарного оператора можна відкинути
без зміни сенсу, оскільки її можна отримати з лінійності та додатної
визначеності скалярного добутку:
{\displaystyle {\begin{aligned}\|\lambda U(x)-U(\lambda x)\|^{2}&=\langle \lambda U(x)-U(\lambda x),\lambda U(x)-U(\lambda x)\rangle \\&=\|\lambda U(x)\|^{2}+\|U(\lambda x)\|^{2}-\langle U(\lambda x),\lambda U(x)\rangle -\langle \lambda U(x),U(\lambda x)\rangle \\&=|\lambda |^{2}\|U(x)\|^{2}+\|U(\lambda x)\|^{2}-{\overline {\lambda }}\langle U(\lambda x),U(x)\rangle -\lambda \langle U(x),U(\lambda x)\rangle \\&=|\lambda |^{2}\|x\|^{2}+\|\lambda x\|^{2}-{\overline {\lambda }}\langle \lambda x,x\rangle -\lambda \langle x,\lambda x\rangle \\&=0.\end{aligned}}}
Аналогічно можна отримати
{\displaystyle \|U(x+y)-(Ux+Uy)\|=0.}

## Властивості
- Спектр унітарного оператора {\displaystyle U} лежить на одиничному колі. Тобто для будь-якого комплексного числа {\displaystyle \lambda } зі спектру маємо, що {\displaystyle |\lambda |=1}. Це можна розглядати як наслідок спектральної теореми для нормальних операторів[en]. За теоремою оператор {\displaystyle U} є унітарно еквівалентним множенню на вимірну за Борелем функцію {\displaystyle f} з {\displaystyle L^{2}(\mu )} для деякого простору з скінченною мірою {\displaystyle (X,\mu )}. Тоді з рівності {\displaystyle UU^{*}=I} випливає, що {\displaystyle |f(x)|^{2}=1}, майже скрізь за мірою {\displaystyle \mu }. Це показує, що істотний діапазон функції {\displaystyle f}, а отже, спектр оператора {\displaystyle U}, лежить на одиничному колі.
- Лінійний оператор є унітарним тоді, коли він сюр’єктивний та ізометричний. (Використайте поляризаційну тотожність для доведеннячастини “й лише тоді”.)